# Hattens dronning
Hattens dronning er en dansk dokumentarfilm fra 1996, der er instrueret af Niels Grønlykke og Jesper Boye efter manuskript af sidstnævnte.

## Handling
Madame Schakie blev født i Paris i et excentrisk boheme-miljø. Hun blev uddannet modist, hattemagerske, og lavede sig en niche med sine eksklusive, håndlavede papirhatte, som hun fremstiller til de store cabaretter og hoteller i udlandet. Vi ser, hvordan hattene fremstilles i de mere ydmyge værksteder, og hvordan kollektionen præsenteres på Londons bedste hoteller og apoteosen - nytårsaften!